# Granddi N'Goyi
Granddi N'Goyi (Melun, 17 maggio 1988) è un ex calciatore francese naturalizzato congolese (Repubblica Democratica del Congo), di ruolo centrocampista.

## Caratteristiche tecniche
È un centrocampista difensivo che gioca davanti alla difesa, abile nel colpo di testa e nei contrasti.

## Carriera
Cresciuto nel Paris Saint-Germain, debutta in prima squadra nella stagione 2007-2008.
A gennaio del 2009 passa in prestito al Clermont, quindi per la stagione 2009-2010 fa nuovamente parte della rosa del PSG.
Nel 2010-2011 passa in prestito al Brest. Terminato anche questo periodo lontano da Parigi, a fine agosto del 2011 si trasferisce, ancora con la stessa formula, al Nantes. Rientrato al Paris Saint-Germain per fine prestito, scade anche il suo contratto con la società capitolina.
Nel 2012 passa al Troyes.
Il 7 agosto 2013 si trasferisce alla squadra italiana del Palermo firmando un contratto quadriennale. Già dal 27 luglio il giocatore si era aggregato alla formazione rosanero. Secondo calciatore francese della storia del Palermo, debutta in maglia rosanero nella prima partita utile, cioè il secondo turno di Coppa Italia vinta per 2-1 sulla Cremonese e disputata l'11 agosto 2013, giocando titolare. Il 24 agosto seguente debutta nei campionati italiani, disputando Modena-Palermo (1-1) della prima giornata del campionato di Serie B. Il 3 maggio 2014, dopo la vittoria contro il Novara per 1-0 in trasferta, ottiene la promozione in Serie A – con annessa vittoria del campionato – con cinque giornate d'anticipo. Chiude la stagione con 20 presenze in campionato e 2 in Coppa Italia. Il 31 agosto 2014 esordisce nella massima serie del campionato italiano entrando al 71' di Palermo-Sampdoria (1-1) della prima giornata della Serie A 2014-2015 al posto di Luca Rigoni.. Il 26 gennaio 2015 passa in prestito con diritto di riscatto alla squadra inglese del Leeds United.
Dopo essere tornato al Palermo per fine prestito viene ceduto ancora in prestito il 14 agosto 2015 ai francesi del Digione compagine di Ligue 2. Non rientrando nei piani del Palermo, il 9 agosto 2016 risolve in modo consensuale il contratto che lo legava alla squadra rosanero, risultando pertanto svincolato.
Il 26 gennaio 2015, N'Goyi si è unito al Leeds United in prestito fino alla fine della stagione 2014-15, con la possibilità per il club di completare un contratto permanente da 2 milioni di sterline. Inizialmente gli fu assegnata la maglia numero 10. Tuttavia, dopo la vendita di Jason Pearce e la firma di Edgar Çani, il 2 febbraio seguente il numero di maglia di N'Goyi è stato poi cambiato in numero 6 con l'approvazione della Football League. Successivamente Çani ha preso la maglia numero 10. Dopo essersi infortunato in uno dei suoi primi allenamenti al Leeds, il primo coinvolgimento di N'Goyi nella prima squadra del Leeds è stato il 6 aprile 2015 come sostituto inutilizzato contro il Wolverhampton in una sconfitta per 4-3. Il 14 aprile 2015, ha esordito con il Leeds quando ha iniziato contro il Norwich City in una sconfitta per 2-0. Questa rimarrà la sua prima ed unica apparizione per il club che alla scadenza del prestito, il 30 giugno 2015, deciderà di non riscattarlo e di rimandarlo al Palermo.
Il 14 agosto 2015, N'Goyi partirà di nuovo per un altro prestito, questa volta al Digione. Nella stagione 2015-2016 totalizzerà solo 13 presenze in campionato senza mai timbrare. Il 30 giugno 2016 il suo periodo di prestito scadrà e il giocatore tornerà di nuovo al Palermo. Il club siciliano rescinderà il suo contratto il 9 agosto seguente.
Il 19 gennaio 2018, il giocatore tornerà di nuovo in Francia, firmando per l'US Sénart-Moissy, che milita nelle serie inferiori. Disputerà la sua prima gara il 18 febbraio 2018 segnando anche il suo primo gol contro l'FC Versailles. La gara è stata pareggiata per 2-2. N'Goyi rinnoverà il suo contratto per poter aiutare il club a risalire dalla Régional 1. Tuttavia, solo dopo qualche mese il giocatore si ritirerà dal calcio giocato.

## Statistiche

### Presenze e reti nei club
Statistiche aggiornate al 13 maggio 2016.
| Stagione                   | Squadra                    | Campionato                 | Campionato | Campionato | Coppe nazionali | Coppe nazionali | Coppe nazionali | Coppe continentali | Coppe continentali | Coppe continentali | Altre coppe | Altre coppe | Altre coppe | Totale | Totale |
| Stagione                   | Squadra                    | Comp                       | Pres       | Reti       | Comp            | Pres            | Reti            | Comp               | Pres               | Reti               | Comp        | Pres        | Reti        | Pres   | Reti   |
| -------------------------- | -------------------------- | -------------------------- | ---------- | ---------- | --------------- | --------------- | --------------- | ------------------ | ------------------ | ------------------ | ----------- | ----------- | ----------- | ------ | ------ |
| 2007-2008                  | PSG                        | L1                         | 7          | 0          | CF+CdlL         | 0               | 0               | -                  | -                  | -                  | -           | -           | -           | 7      | 0      |
| 2008-2009                  | PSG                        | L1                         | 0          | 0          | CF+CdlL         | 0               | 0               | CU                 | 1                  | 0                  | -           | -           | -           | 1      | 0      |
| gen.-giu. 2009             | Clermont                   | L2                         | 19         | 1          | CF+CdlL         | 0               | 0               | -                  | -                  | -                  | -           | -           | -           | 19     | 1      |
| 2009-2010                  | PSG                        | L1                         | 16         | 0          | CF+CdlL         | 2+2             | 0               | -                  | -                  | -                  | -           | -           | -           | 20     | 0      |
| 2010-2011                  | Brest                      | L1                         | 25         | 0          | CF+CdlL         | 2+1             | 0               | -                  | -                  | -                  | -           | -           | -           | 28     | 0      |
| 2011-2012                  | PSG                        | L1                         | 0          | 0          | CF+CdlL         | 0               | 0               | UEL                | 2                  | 0                  | -           | -           | -           | 2      | 0      |
| Totale Paris Saint-Germain | Totale Paris Saint-Germain | Totale Paris Saint-Germain | 23         | 0          |                 | 2+2             | 0               |                    | 3                  | 0                  |             | -           | -           | 30     | 0      |
| gen.-2012                  | Nantes                     | L1                         | 20         | 1          | CF+CdlL         | 0               | 0               | -                  | -                  | -                  | -           | -           | -           | 20     | 1      |
| 2012-2013                  | Troyes                     | L1                         | 31         | 1          | CF+CdlL         | 0+1             | 0+1             | -                  | -                  | -                  | -           | -           | -           | 32     | 2      |
| 2013-2014                  | Palermo                    | B                          | 20         | 0          | CI              | 2               | 0               | -                  | -                  | -                  | -           | -           | -           | 22     | 0      |
| 2014-2015                  | Palermo                    | A                          | 5          | 0          | CI              | 0               | 0               | -                  | -                  | -                  | -           | -           | -           | 5      | 0      |
| Totale Palermo             | Totale Palermo             | Totale Palermo             | 25         | 0          |                 | 2               | 0               |                    | -                  | -                  |             | -           | -           | 27     | 0      |
| gen.-giu. 2015             | Leeds Utd                  | FLC                        | 1          | 0          | FACup+CdL       | 0+1             | 0               | -                  | -                  | -                  | -           | -           | -           | 2      | 0      |
| 2015-2016                  | Digione                    | L1                         | 13         | 0          | CF+CdlL         | 0+1             | 0               | -                  | -                  | -                  | -           | -           | -           | 14     | 0      |
| Totale carriera            | Totale carriera            | Totale carriera            | 159        | 3          |                 | 10              | 1               |                    | 5                  | 0                  |             | -           | -           | 174    | 4      |

### Cronologia presenze e reti in Nazionale
| Cronologia completa delle presenze e delle reti in nazionale ― RD del Congo | Cronologia completa delle presenze e delle reti in nazionale ― RD del Congo | Cronologia completa delle presenze e delle reti in nazionale ― RD del Congo | Cronologia completa delle presenze e delle reti in nazionale ― RD del Congo | Cronologia completa delle presenze e delle reti in nazionale ― RD del Congo | Cronologia completa delle presenze e delle reti in nazionale ― RD del Congo | Cronologia completa delle presenze e delle reti in nazionale ― RD del Congo | Cronologia completa delle presenze e delle reti in nazionale ― RD del Congo |
| Data                                                                        | Città                                                                       | In casa                                                                     | Risultato                                                                   | Ospiti                                                                      | Competizione                                                                | Reti                                                                        | Note                                                                        |
| --------------------------------------------------------------------------- | --------------------------------------------------------------------------- | --------------------------------------------------------------------------- | --------------------------------------------------------------------------- | --------------------------------------------------------------------------- | --------------------------------------------------------------------------- | --------------------------------------------------------------------------- | --------------------------------------------------------------------------- |
| 10-8-2011                                                                   | Bakau                                                                       | Gambia                                                                      | 3 – 0                                                                       | RD del Congo                                                                | Amichevole                                                                  | -                                                                           |                                                                             |
| Totale                                                                      |                                                                             | Presenze                                                                    | 1                                                                           |                                                                             | Reti                                                                        | 0                                                                           |                                                                             |

## Palmarès

### Club

#### Competizioni nazionali
- Coppa di Francia: 1

PSG: 2009-2010
- Campionato italiano di Serie B: 1

Palermo: 2013-2014